# ژان-مارس لوی-لبلن

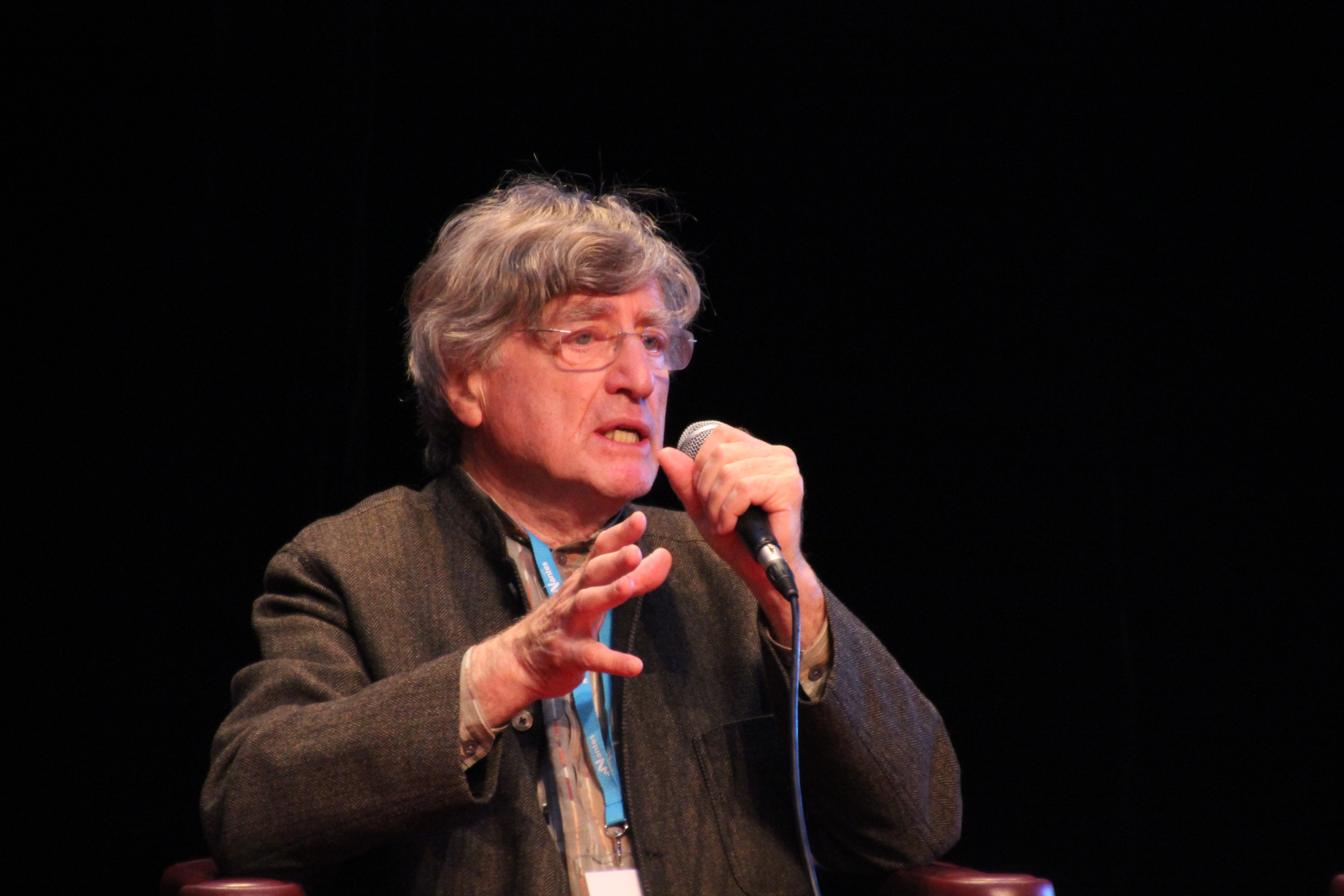
ژان-مارس لوی-لبلن، فیزیک‌دان فرانسوی - ۲۰۱۳

 ژان-مارس لوی-لبلن (انگلیسی: Jean-Marc Lévy-Leblond؛ زاده ۱۹۴۰) فیزیک‌دان اهل فرانسه است. 